# Yuan-Sheng Tsai
Yuan-Sheng Tsai, en chinois : 蔡元生, né le 3 mars 1969, est un astronome taïwanais.
Diplômé de l'Académie Navale de Taïwan, le Centre des planètes mineures le crédite de la découverte de trois astéroïdes, toutes effectuées en 2009, avec la collaboration de Chen Tao ou de Chi-Sheng Lin.
Il a entre autres découvert, et en est le premier et unique taïwanais, deux comètes sur les images de la sonde SOHO.
| (215080) Kaohsiung    | 20 mars 2009 |
| (257248) Chouchiehlun | 20 mars 2009 |
| (316020) Linshuhow    | 21 mars 2009 |